# Santigny
Santigny é uma comuna francesa na região administrativa de Borgonha-Franco-Condado, no departamento de Yonne. Estende-se por uma área de 8,9 km². Em 2010 a comuna tinha 93 habitantes (densidade: 10,4 hab./km²).